# Yongji-Brücke in Chengyang

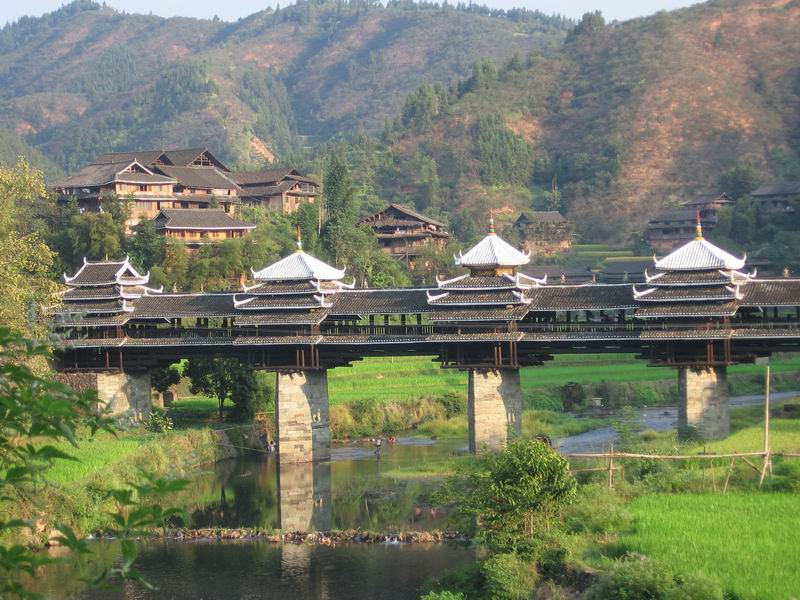
Yongji-Brücke

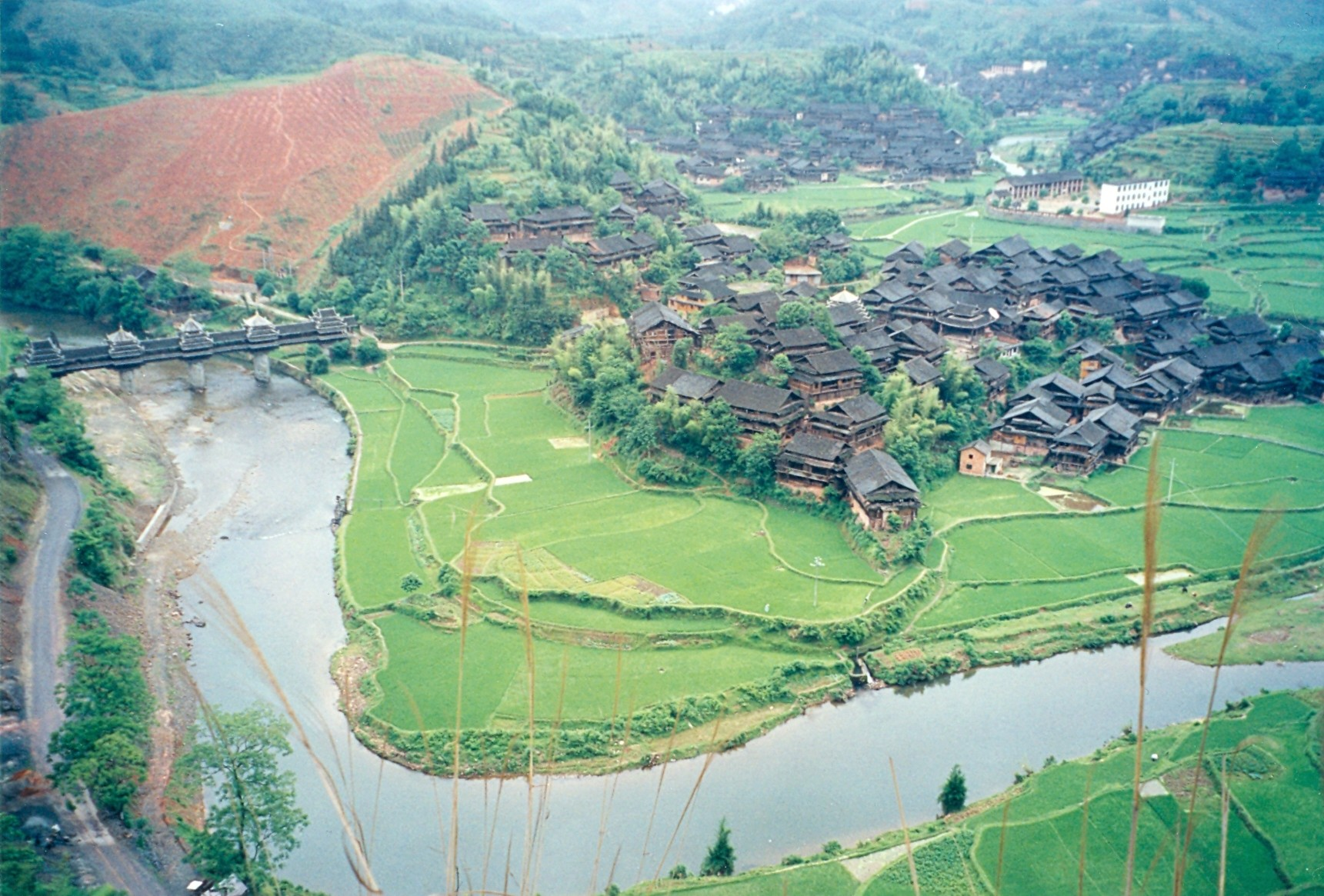
Überblick

Die Yongji-Brücke in Chengyang (chinesisch 程阳永济桥, Pinyin Chéngyáng Yǒngjì qiáo) liegt in Chengyang 程阳村 in Linxi (林溪乡) im Autonomen Kreis Sanjiang der Dong, Liuzhou, Guangxi, China. Sie überbrückt den Linxi-Fluss (Linxi He 林溪河) bei dem Dorf Ma'an (马安寨).
Die gedeckte Brücke wurde in den Jahren 1912 bis 1924 erbaut. Es ist eine hölzerne Kragträgerbrücke auf Steinpfeilern. Sie ist 76,6 m lang, 3,75 m breit, 20 m hoch und hat 5 von Holzplanken bedeckte Steinpfeiler.
Die Brücke steht seit 1982 auf der Liste der Denkmäler der Volksrepublik China (2-42).